# Zinnober (Redensart)
Das Wort Zinnober wird im Deutschen in der Umgangssprache verwendet. Ein Zinnober ist etwas, was wertlos und unsinnig ist oder um welches unnötiges Aufsehen gemacht wird.
Etymologisch lässt es sich vermutlich davon ableiten, dass das Mineral Zinnober (Cinnabarit) als unvollkommen gilt. Denn von den Alchemisten wurde Quecksilber fälschlicherweise als Essenz sämtlicher Metalle angesehen, und der gelbe Schwefel sollte nach Ansicht der Alchemisten die Farbe des künstlichen Goldes liefern. Aber Quecksilber und Schwefel verbinden sich, entgegen den daraus gezogenen Schlüssen, chemisch nicht zu Gold, sondern zu Zinnober.
Das Wort wird gebraucht in der Form „den Zinnober um etwas nicht verstehen“, „Zinnober reden“ etc.
Ein Sprichwort aus dem chinesischen Sprachraum lautet: „Man kann den Zinnober nicht anfassen, ohne dass er abfärbt“, was die geringe Festigkeit des Minerals mit der Natur der sozialen Wechselwirkungen vergleicht.
Zinnober machen bedeutet einen sehr großen, meistens unnötigen Aufwand machen.
Dies könnte darauf zurückgehen, dass mit Zinnober früher Runen in Runenstäben und -steinen gefärbt wurden, die Herstellung beziehungsweise Aufbereitung des Zinnobers jedoch sehr aufwendig war.